# Garáb (Szerbia)
Garáb (szerbül Грабово / Grabovo) falu Szerbiában, a Vajdaságban, a Dél-bácskai körzetben, Belcsény községben.

## Népesség

### Demográfiai változások
| 1948 | 1953 | 1961 | 1971 | 1981 | 1991 | 2002 |
| ---- | ---- | ---- | ---- | ---- | ---- | ---- |
| 133  | 212  | 219  | 174  | 162  | 142  | 138  |